# Cryphia felina
Cryphia felina är en fjärilsart som beskrevs av Eduard Friedrich Eversmann 1852. Cryphia felina ingår i släktet Cryphia och familjen nattflyn. Inga underarter finns listade i Catalogue of Life.